# Известия караимского духовного правления
«Известия караимского духовного правления» — орган Таврійського і Одеського Караїмського Духовного Правління, що виходив двічі на місяць з 1917 року по 1919 рік.

## Передумови
Тривалий час консервативна караїмська спільнота віддавала перевагу усній творчості та своїм рукописним старовинним текстам. Лише значні й відомі релігійні тексти чи полемічні статті виходили друком і поширювалися серед громади. Уже в ХІХ столітті чимало караїмів-новаторів і просвітителів намагалися започаткувати караїмське періодичне видання в різних місцях поселення караїмів.
Першою караїмською періодикою вважається рукописний журнал «Давул» («Барабан»), який виходив у 1860-х роках в Одесі. Роками пізніше виходили кілька таких рукописних видань і в Криму (але сучасникам їх назви не відомі). Після Весни народів, що відбулася в Європі, багатьом царям та володарям різних країн довелося послабити релігійні та культурні утиски своїх національних меншин, які б, у свою чергу, скористалися цим для створення своїх національно-культурних товариств чи правлінь та публічних засобів інформації.
Першим друкованим караїмським виданням став московський російськомовний щомісячник «Караимская жизнь», який з 1911 року привідкривав росіянам маловідому їм караїмську спільноту та культуру. Одразу ж після Москви, у Вільнюсі почав виходити щомісячний суспільний і історико-літературний журнал «Караимское слово», а в Луцьку — суспільний історичний літературний та науковий щомісячник «Сабах».
Саме в цей час у Криму молодий та енергійний феодосійський газзан Арон Катик, учень Іллі Казаса — караїмського вченого, учителя-просвітителя, поставив собі за мету видрукувати перший караїмський журнал в Криму. За підтримки відомих караїмів він звернувся до таврійського губернатора за дозволом для журналу. 1914 року таврійські урядники передали Арону свідоцтво-дозвіл на публікацію в Феодосії караїмського журналу «Вестник караимской жизни», але вийти у світ йому не судилося — розпочалася Перша світова війна.

## Історія
Після Лютневої революції в російському суспільстві почали впроваджуватися суспільні та економічні реформи. Внаслідок цих нових тенденцій караїмська громада отримала можливість безперешкодно втілювати свої національно-культурні проекти, гуртуючись довкола свого культурно-духовного правління. Одним з таких напрямів стала публіцистика як публічний засіб прояву своєї самобутності. Ідею будителів караїмського люду (Казаса, Ельяшевича, Катика) зреалізувало караїмське Духовне Правління, заснувавши караїмський національний журнал під опікою головного гахама Сірая Шапшала. Відправляючи уставні документи Євпаторійському повітовому комісарові, Голова Духовного Правління вказав двох редакторів видання Арона Катика та Бориса Єльяшевича та адресу канцелярії Таврійського і Одеського Караїмського Духовного Правління (як офіційне представництво).
Періодичність виходу журналу автори-редактори запланували — двічі на місяць, але фактично такого графіка не дотрималися, очевидно, давалися взнаки скрутні часи громадянської війни в Росії та період становлення журналу й колективу. Так, з 20 травня 1917 року по лютий 1919 року вийшло лише 9 випусків, шість номерів у 1917 році (причому два спарених номери № 5—6), за весь 1918 рік лише 2 номери журналу і один на початку 1919 року, на тому все й закінчилося. Вартість журналу була задекларована дешевою, адже його фінансово підтримувало правління та караїмська спільнота і становили 30 копійок, за перший номер. Але галопуюча інфляція в країні, скрутні фінансові та суспільні часи вплинули на подальшу ціну, яка зростала з кожним номером і досягла 3 рублів за останній випуск журналу..
За попередніми домовленостями друкувати журнал погодився єврейський євпаторійський видавець І. Ф. Райхельсон, що й відбувалося впродовж 1917 року. Лише наприкінці року сталася виробнича прикрість, через яку довелося відкласти випуск № 5, а за ним і № 6, аж за 40 днів довелося видрукувати спарений номер. Тому редакція та Духовне правління караїмів вирішили друкуватися окремо, уже на своїй друкарні, але фінансова скрута заставила звернутися до сімферопольських спадкоємців І. С. Вольштейна аби вони на своїй друкарні «Труд» віддрукували журнал. На жаль, цей випуск налічував багато помилок, тому правління повернулося до співпраці з Євпаторійською друкарнею.

## Структура
Оскільки журнал представляв офіційну позицію Духовного Правління караїмів, то його засновники виробили певну структуру подання матеріалів, якої намагалися дотримуватися в усіх випусках.
- Офіційний розділ — в ньому публікувалися різні призначення, затвердження на посадах, оголошення та накази караїмського Духовного Правління.
- Неофіційний розділ — в ньому розміщувались статті про історію караїмського народу, його культуру і звичаї, твори караїмських просвітителів та некрологи.
- Довідковий розділ — правління подавало фінансові звіти караїмських громад та інші довідкові матеріали, для прикладу: документація по караїмському селищі Імдат-Пігіт (заснованому на пожертви мільйонера Пігіта), програма випробувань на звання домашньої вчительки караїмської мови та Закону Божого.
- Бібліографічний розділ — постійно оновлювалася інформація про публікації караїмською мовою.
- Розділ «Хроніка» — повідомлення від кореспондентів журналу з різних куточків Криму, що стосувалися життя караїмів.

## Випуски журналу
Випуск № 1 від 20 травня 1917 року, складався з редакційних статей і матеріалів від С. Шапшала та С. Ельяшевича.
- -     - «От редакции». С. 1 — 3.

  - ОФИЦИАЛЬНЫЙ ОТДЕЛ
    - Шапшал С. М. "Возлюбленные братья и сестры!"Послание Гахама от 27 Ияра 5677 г. (6 мая 1917 г. ). С. 4.
    - «Вопросы подлежащие обсуждению на Национальном Съезде» 27 августа 1917 г. в г. Евпатория. С. 5.
    - «Действия Правительства». С. 5 — 6.

  - СПРАВОЧНЫЙ ОТДЕЛ
    - «Таврическое и Одесское Караимское Духовное Правление». С. 6.
    - «Список газзанов, шамашей и габбаев, подведомственных Таврическому и Одесскому Караимскому Духовному Правлению». С. 6 — 8.
    - «Учебные заведения». С. 8 — 9.

  - ХРОНИКА
    - «О собрании евпаторийской караимской общины». С. 9 — 11.
    - «О собрании инициативной группы организации караимской национально-демократической партии культурного самоопределения». С. 11 — 12.
    - Ельяшевич С. ."Воззвание караимской национально-демократической партии". С. 12 — 14.
    - Ельяшевич С. . «Письмо в редакцию Известий Таврического и Одесского Караимского духовного правления». С. 14.
    - «Воззвание Евпаторийской организационной группы организации караимской национально-демократической партии культурного самоопределения». С. 14 — 15.
    - «Редакционное обращение об издании Известий Таврического и Одесского Караимского Духовного Правления, темах для обсуждения, публикуемых материалах и статьях». С. 16.

Випуск № 3 від 10 червня 1917 року:
- -     - Катык А. . «От редакции». С. 2 — 3.

  - ОФИЦИАЛЬНЫЙ ОТДЕЛ
    - Гахам Шапшал. «Телеграмма Духовного Правления всем Караимским Общинам о съезде 15 июля» с. г. С. 3.
    - «Съезд Караимского Духовенства в г. Евпатории». С. 4 — 11.
    - Г. С. (Шапшал С. М. ) «Об уменьшении числа караимов». С. 12 — 13.
    - Катык А. . «Заметки об Александровском Караимском духовном Училище». С. 14 — 16. «Продолжение»: № 31, № 43.

  - СПРАВОЧНЫЙ ОТДЕЛ
    - «Благотворительные общества». С. 17 — 18.
    - «Отчеты Караимских общин, представленные Духовному Правлению за 1916 г. »: «Армяно-Базарская Караимская община». С. 19.
    - «Бахчисарайская Караимская община». С. 19.
    - «Евпаторийская Караимская община». С. 19.
    - «Список лиц, подавших заявление в Таврическое и Одесское Караимское Духовное Правление о желании поселится на земле, пожертвованной И. Д. Пигитом». С. 19 — 20. Продолжение: № 35

  - ХРОНИКА
    - Поземский Я. . «Письмо в редакцию». С. 20.
    - «От наших корреспондентов: г. Евпатория, г. Киев, г. Харьков, г. Москва». С. 21.
    - «Список караимов, записавшихся на заем свободы, на крупные суммы». С. 22.
    - «Редакционное обращение об издании Известий Таврического и Одесского Караимского Духовного Правления, темах для обсуждения, публикуемых материалах и статьях». С. 16.

Випуск № 4 від 5 серпня 1917 року:
- -     - Катык А. «От редакции». С. 2 — 3.

  - ОФИЦИАЛЬНЫЙ ОТДЕЛ
    - «Деятельность совещания при Караимском Духовном Правлении с участием делегатов от общин» (16-21 июля 1917 г. ). С. 3 — 9.
    - Койлю А. С. , Ованай Я. , Очан С. , Бейм Д. И. , Пенерджи Д. , Шакай Ю. М. , Кобецкий И. Р.  «Официальное письмо избранной Киевской Общиной Комиссии, в Таврическое Караимское Духовное Правление». С. 9 — 10.

  - НЕОФИЦИАЛЬНЫЙ ОТДЕЛ
    - «Примерный проект устава об управлении делами Караимских общин, выработанный Съездом Духовенства в гор. Евпатории на заседании от 21-го июня 1917 г. ». С. 11 — 12.
    - Ельяшевич С.  "Цивилизация и национальност"ь. С. 13 — 16. Продолжение: № 44, 63.
    - Катык А.  «Заметки об Александровском Караимском Духовном Училище». С. 16 — 19. Начало. № 18. Продолжение: № 43.
    - Зарахович Зарах. «О караимах города Галича». С. 19 — 22.
    - Пилецкий О. И. . «О караимах-беженцах Литвы». С. 23 — 26.

  - СПРАВОЧНЫЙ ОТДЕЛ
    - «Отчеты Караимских общин, представленные Духовному Правлению за 1916 г. » (продолжение):
    - 5 — «Екатеринославская Караимская община». С. 27.
    - 6 — «Киевская Караимская община». С. 27.
    - 7 — «Мелитопольская Караимская община». С. 27.
    - 8 — «Московская Караимская община». С. 27.
    - 9 — «Полтавская Караимская община». С. 28.
    - «Список лиц, подавших заявление в Таврическое и Одесское Караимское Духовное Правление о желании поселится на земле, пожертвованной И. Д. Пигитом». С. 28. Начало: № 21. Продолжение: № 51, № 69.

  - ХРОНИКА
    - «От наших корреспондентов: Бахчисарай, Евпатория, Одесса, Ростов на Дону, Симферополь, Харьков, Феодосия». С. 28 — 31.
    - «К сведению лиц, желающих поместить своих детей в Александровское Караимское Духовное Училище». С. 31.
    - «К сведению читателей Известий». С. 31 — 32.
    - «Редакционное обращение об издании Известий Таврического и Одесского Караимского Духовного Правления, темах для обсуждения, публикуемых материалах и статьях». С. 32.

Випуск № 5 і № 6 від 1 листопада 1917 року:
- -     - «От редакции». «Национальный Караимский Съезд». С. 1 — 4.

  - ОФИЦИАЛЬНЫЙ ОТДЕЛ
    - «Об изменении установленной Временным Правительством 7 марта 1917 года формы присяги для лиц караимского исповедания». С. 4 — 5.
    - «Протоколы заседаний Общенационального Караимского Съезда, происходившего в г. Евпатории от 27 августа по 3 сентября 1917 г. ». С. 5 — 25.

- - НЕОФИЦИАЛЬНЫЙ ОТДЕЛ
    - Катык А.  «Заметки об Александровском Караимском Духовном Училище». С. 25 — 28. Начало: № 18, № 31.
    - Ельяшевич С.  «Цивилизация и национальность». С. 28 — 32. Начало: № 30. Продолжение: № 63.
    - Г. А. (Катык А. ) «Объезд караимских общин Высокостепенным Гахамом Таврическим Одесским». С. 32 — 39.
    - Пилецкий О. И.  «Первая Караимская Богадельня». С. 39 — 41.
    - Фиркович М.  «Национальная караимская библиотека при Духовном Правлении Карай Битиклиги». С. 41 — 43.
    - «С-ский. Учительский Съезд». С. 43 — 44.

  - СПРАВОЧНЫЙ ОТДЕЛ
    - «Выпись из копии духовного завещания Московского купца Ильи Давидовича Пигита». С. 44 — 46.
    - «Выпись из копии духовного завещания Бенеты Соломоновны Шишман». С. 46.
    - «Список лиц, подавших заявление в Таврическое и Одесское Караимское Духовное Правление о желании поселится на земле, пожертвованной И. Д. Пигитом». С. 47. Начало: № 21, № 35. Продолжение: № 69.
    - «Список пожертвований поступивших в пользу Александровского Караимского Духовного училища». С. 47 — 49.
    - «Отчеты Караимских Общин представленные Духовному Правлению за 1916 г. » (продолжение):
    - 10 — «Севастопольское Караимское общество». С. 50.
    - 11 — «Харьковское Караимское общество». С. 50.
    - 12 — «Херсонское Караимское общество». С. 50.
    - 13 — «Феодосийское Караимское общество». С. 50 — 51.

  - ХРОНИКА
    - «От наших корреспондентов: Бахчисарай, Евпатория, Киев, с. Пришиб (Царевского уезда. Астраханской обл. ), Севастополь, Симферополь, станица Михайловская (Кубанская обл. ), Трапезунд, Чуфут-Кале». С. 51 — 57.
    - Редакция. «К сведению читателей Известий». С. 57.
    - «Объявление». С. 57 — 58.
    - «Редакционное обращение об издании Известий Таврического и Одесского Караимского Духовного Правления, темах для обсуждения, публикуемых материалах и статьях». С. 58.
- 1918 (год издания 2-й). Июль. № 1.
  -     - Г. С. (Шапшал С. М. ) «От редакции». С. 1 — 3.

  - ОФИЦИАЛЬНЫЙ ОТДЕЛ
    - «Утверждение в должности. Назначение. Объявление Караимского Духовного правления». С. 3.

  - НЕОФИЦИАЛЬНЫЙ ОТДЕЛ
    - Г. С. Шапшал С. М. «История происхождения должности и характер деятельности караимских гахамов». С. 4 — 6.
    - Г. С. Шапшал С. М. «Краткий очерк тюркско-караимской литературы». С. 6 — 10. Продолжение: № 83.
    - Фиркович А. С.  «Авне зиккарон Сборник надгробных надписей на крымском полуострове, собранных ученым караимом Авраамом Фирковичем (перевод А. Катыка)». С. 10 — 14. Продолжение: № 81, № 101.
    - Ельяшевич С. . «Цивилизация и национальность». С. 14 — 16. Начало: № 30, № 44.
    - Илик И. М.  «Караимским общинам. Таврическому и Одесскому Духовному (обращение Харьковского общества)». С. 16 — 18.
    - «Отчет за 1917 год прихода и расхода сумм Караимского Духовного Правления». С. 18 — 19.
    - «Смета расходов Духовного Правления на 1918 г. » С. 19 — 20.
    - «Воззвание попечительского совета Александровского караимского духовного училища». С. 20 — 21.
    - «Список членов Харьковской, Херсонской и Армяно-Базарской общин, сделавших пожертвования в пользу Александровского Караимского Духовного училища». С. 21 — 23.
    - «Список лиц, подавших заявление в Таврическое и Одесское Караимское Духовное Правление о желании поселится на земле пожертвованной И. Д. Пигитом». С. 23 — 24. Начало: № № 21,№ 35,№ 51.

  - ХРОНИКА
    - «Слезкин П. » (проф.) «Р. Кобецкий» (Некролог). С. 24 — 25.
    - Е. С. Авраам Юфудович Мичри. (Некролог). Евпатория. С. 25 — 26.
    - А. К. Скорбный лист. С. 27 — 28.
    - «От наших корреспондентов: Евпатория, Киев, Харьков, Чуфт-Кале, Бахчисарай, Бердянск. Одесса, Москва, Николаев, Харьков, Чуфт-Кале, Бахчисарай. Киев». С. 29 — 36.
    - «Объявления». С. 36.
    - «Опечатки». С. 37 — 38.
    - «Оглавление». С. 38.

Випуск № 2 від грудня 1918 року:
- - ОФИЦИАЛЬНЫЙ ОТДЕЛ
    - «Постановление Крымского Краевого Правительства». С. 1.
    - «Приказ по духовному Правлению»., С. 1.

  - НЕОФИЦИАЛЬНЫЙ ОТДЕЛ
    - «Слово, сказанное Таврическим Гахамом в Евпаторийской Соборной Кенасе на праздник Шемини адерет. » С. 2 — 3.
    - Г. С. Шапшал С. М.  «К уменьшению числа караимов». С. 3 — 4.
    - Фиркович А. С.  «Авне зиккарон Сборник надгробных надписей на крымском полуострове, собранных ученым караимом Авраамом Фирковичем (перевод А. Катыка)». С. 4 — 11. Начало: № 62. Продолжение: № 101.
    - Ельяшевич С. Карай-Битиклиги. С. 11 — 13.
    - Г. С. Шапшал С. М.  Краткий очерк тюркско-татарской литературы (продолжение). С. 13-17. Начало: № 61.
    - Г. А. Катык А. И. . М. М. Кальфа. Некролог. С. 17 — 22.
    - А. К. М. Я. Фиркович. Некролог. С. 22 — 23.

  - СПРАВОЧНЫЙ ОТДЕЛ
    - «Программа испытаний на звание домашней учительницы караимского языка и закона Божия». С. 23 — 24.
    - «К оборудованию поселка Имдат-Пигит». С. 24 — 25.
    - «Выписка из духовного завещания потомственной почетной гражданки Гулюш Марковны Гелелович, утвержденного к исполнению определением Одесского окружного суда 13 Января 1917 г. ». С. 25 — 26.
    - «Отчеты Караимских общин, представленные Духовному Правлению за 1917 г. » С. 26 — 27.
    - «Список пожертвований поступивших в пользу Александровского Караимского Духовного Училища». С. 28!
    - «Список лиц, сделавших пожертвования в пользу Караимской Богадельни Ярдым имени Акбике Шапшал в г. Евпатории». С. 28 — 29.
    - «К пополнению общинами перерасхода по содержанию Духовного Правления». С. 29 — 30. Продолжение: № 102.
    - «Библиография: И. И. Казас. Его жизнь, научно-литературная, педагогическая и общественная деятельность. (Биографический очерк)». «Сочинение Старшего газзана Евпаторийской Соборной Кенасы Б. С. Ельяшевича». Евпатория. 1918 г. С. 30.

  - ХРОНИКА
    - «От наших корреспондентов: Армянск, Бердянск, Евпатория, Чуфут-Кале, Екатеринослав, Селение Имдат-Пигит, Карасубазар. с. Пришиб, Ростов на Дону, Симферополь, Сумы, Феодосия». С. 30 — 36.
    - «Объявление». С. 36.
    - «Оглавление». С. 36.

Випуск № 1 від лютого 1919 року:
- - ОФИЦИАЛЬНЫЙ ОТДЕЛ
    - «Приказы по ведомству Караимского Духовного правления» № 1,№ 2. С. 1.

  - НЕОФИЦИАЛЬНЫЙ ОТДЕЛ
    - Катык А.  «К родителям караимской учащейся молодежи». С. 1 — 6.

  - КАРАИМСКИЕ ИСТОРИЧЕСКИЕ ДОКУМЕНТЫ
    - Г. С. Шапшал С. М. . «Документы, относящиеся к периоду татарского владычества в Крыму». С. 6-Ю.
    - Г. А. Катык А. И. . «Циркулярное письмо, разосланное караимским общинам, по смерти Его Высокостепенства Караимского Гахама Хаджи-Ага Симы Бобовича, исполнявшим должность Гахама Соломоном Беймом». С. 10 — 16.
    - Фиркович А. С.  «Авне зиккарон Сборник надгробных надписей на крымском полуострове, собранных ученым караимом Авраамом Фирковичем» (перевод А. И. Катыка). С. 17 — 26. Начало: № 62, № 81.

  - СПРАВОЧНЫЙ ОТДЕЛ
    - «К пополнению общинами перерасхода по содержанию Духовного Правления». С. 26 — 27. Начало: № 92.
    - «Список пожертвований поступивших в пользу Александровского Караимского Духовного Училища». С. 27 — 29.
    - «Список лиц, сделавших пожертвования в пользу Караимской Богадельни Ярдым имени Акбике Шапшал». С. 28.
    - «Годовой отчет по содержанию и оборудованию Караимской Богадельни Ярдым имени Акбике Шапшал». С. 28.
    - «Отчет Евпаторийского Союза Воинов-караимов за 1918 г». С. 28 — 29.

  - ХРОНИКА
    - «От наших корреспондентов: Армянск, Бердянск, Евпатория. Мелитополь, Севастополь, Симферополь, Феодосия». С. 29 — 32.
    - «Оглавление». С. 32.